# هیگاشی‌یوشینو، نارا
هیگاشی‌یوشینو، نارا (به لاتین: Higashiyoshino, Nara) یک منطقهٔ مسکونی در ژاپن است که در یوشینو واقع شده‌است. هیگاشی‌یوشینو  ۲٬۴۲۶ نفر جمعیت دارد.